# María Spyropoúlou
María Spyropoúlou (grec moderne : Μαρία Σπυροπούλου), ou Maria Spiropulu aux États-Unis, est une physicienne du California Institute of Technology. Spécialisée en physique expérimentale, elle fait partie du groupe CMS du Grand collisionneur de hadrons.

## Biographie
María Spyropoúlou obtient un baccalauréat universitaire en physique à l'Université Aristote de Thessalonique en 1993. Elle complète par la suite un Ph.D. au CDF de l'Université Harvard en 2000,,.